# Ташанта
Ташанта́ — село на юго-востоке Республики Алтай России, в Кош-Агачском районе. Административный центр Ташантинского сельского поселения.

## Этимология
Ташанта, Тошонты  (алт. Тош — лед, ледяной; монг. шин — наледь; алт. тожон — гололедица).

## География
Расположено у границы России с Монголией на высоте более 2000 м над уровнем моря в одноимённом урочище, на берегу реки Ташантинки. Село является крайним юго-восточным населённым пунктом на федеральной трассе Р-256 «Чуйский тракт».
В селе имеется 26 улиц и переулков: ул. Академика Кузнецова, ул. Береговая, Дорожный пер, ул. Едильбаева, Заречная ул., ул. Зяблицкого, ул. Чаптынова, ул. Карла Маркса, ул. Космонавтов, Крайняя ул., ул. Ленина, Ленинская ул., ул. Садуакасова, ул. Мира, Молодёжная ул., ул. Орджоникидзе, Парковая ул., Пограничная ул., Подгорная ул., ул. Пушкина, ул. Степана Мохова, Трудовая ул., ул. Фрунзе, Центральная ул., ул. Чуя и Южная ул. 
Из инфраструктуры имеются небольшие кафе, закусочная и продовольственный магазин.
Вблизи Ташанты находятся археологические памятники в виде наскальных рисунков.

## Пропускной пункт и таможня
Здесь находится таможенный пост с терминалом и пограничная застава с многосторонним автомобильным пропускным пунктом на границе с Монголией. Пункт пропуска является многосторонним (т.е. пропускает граждан всех стран мира), возможен проезд не только на автомобиле, но и на велосипеде, однако пеший проход через границу закрыт ввиду значительного расстояния между российским и монгольским пограничными пунктами — более 20 км. Пункт пропуска работает только в дневное время и закрыт по ночам.
В 1933—2002 годах в селе функционировала полноценная таможня, ныне переведённая в Барнаул.
В 2015 году началось строительство таможенно-логистического терминала «Ташантинский», который призван «минимизировать временные и финансовые затраты при прохождении товарных потоков сопредельных государств и уменьшить внешнеторговые риски».

## Население
| 2010 | 2011 | 2012 | 2013 | 2014 | 2015 | 2016 | 2017 | 2018 |
| ---- | ---- | ---- | ---- | ---- | ---- | ---- | ---- | ---- |
| 550  | ↗552 | ↗557 | ↗571 | ↗592 | ↘583 | ↘547 | ↗566 | ↘554 |
| 2019 | 2020 | 2021 |      |      |      |      |      |      |
| ↗566 | ↘556 | ↘474 |      |      |      |      |      |      |

Национальный состав
Согласно результатам переписи 2002 года, в национальной структуре населения казахи составляли 72 % от общей численности населения в жителей.